# 유태하
유태하(柳泰夏)는 대한민국의 전 외교관이다.

## 생애
일제강점기 내무성에서 일한 적이 있다. 기시 노부스케의 측근인 야쓰기 가즈오와 친했다. 1958년 10월부터 1960년 4월까지 제8, 9대 주일 대표부 공사를 지냈다.  당시 최규하가 유태하의 밑에서 참사관으로 일했다.

## 기타
- 유태하는 주일 공사 시절 재일동포를 상대로 비자 장사 등 비리를 저지르다 재일교포 사회에서 추방운동의 대상이 됐다. 그는 4·19 혁명 직후 직위가 해제됐으나 본국 소환에 불응하다 5·16 쿠데타 이후 처벌됐다.[2] 당시 유태하 추방 운동을 벌인 이 중에는 조용수도 포함됐다.[3]
- 1961년 6월 24일 본국으로 소환된 뒤 구속됐다.[4][5]
- 1960년 4월 26일 4월 26일 이승만 대통령이 하야 성명을 발표할 때쯤 서울 태평로와 세종로에 있던 군중들은 양유찬(梁裕粲) 주미 대사와 유태하(柳泰夏) 주일 공사의  파면을 요구했다.

- 주일대표부 재직시 일본인 건달을 동원하여 일본에서 정치적 망명 중이던 사상검사 선우종원을 테러하도록 사주했다는 주장이 있다.

(출처 : 선우종원 회고록 '격랑 80년' 224~226쪽, 인물연구소, 1998.4.25 초판발행)